# 克雷巴-诺伊多夫
克雷巴-诺伊多夫（德語：Kreba-Neudorf），是德国萨克森州的市镇，隶属于格尔利茨县。总面积为31.65平方千米，截至2023年12月31日总人口为854人。